# Mistrzostwa Świata w Piłce Ręcznej Mężczyzn 2027
Ten artykuł dotyczy przyszłego wydarzenia sportowego. Informacje w nim zawarte zmienią się w przyszłości.
Mistrzostwa Świata w Piłce Ręcznej Mężczyzn 2027 – 30. edycja mistrzostw świata w piłce ręcznej mężczyzn, zorganizowana przez IHF w Niemczech w dniach 13–31 stycznia 2027, mająca na celu wyłonienie najlepszej męskiej reprezentacji narodowej w piłce ręcznej na świecie. W turnieju - po raz czwarty - wezmą udział 32 drużyny.

## Wybór organizatora
We wrześniu 2019 r. IHF ogłosiła wstępną listę państw zainteresowanych organizacją imprezy – listy intencyjne złożyły osobno Niemcy i Węgry, zaś wspólnie Chorwacja, Norwegia i Dania. Decyzję o przyznaniu praw do organizacji turnieju Niemcom ogłoszono 28 lutego 2020 na posiedzeniu Rady IHF w Kairze.
Niemcy były już gospodarzem turniejów rangi mistrzowskiej mężczyzn w 1938, 2007 i 2019 oraz kobiet w 1997 i 2017.

## Obiekty
Pod koniec października 2024 r. do przeprowadzenia meczów organizatorzy wytypowali sześć hal w sześciu miastach.
| Kolonia           | KoloniaMagdeburgHanowerMonachiumKiloniaStuttgart | KoloniaMagdeburgHanowerMonachiumKiloniaStuttgart | KoloniaMagdeburgHanowerMonachiumKiloniaStuttgart | Magdeburg         |
| Lanxess Arena     | KoloniaMagdeburgHanowerMonachiumKiloniaStuttgart | KoloniaMagdeburgHanowerMonachiumKiloniaStuttgart | KoloniaMagdeburgHanowerMonachiumKiloniaStuttgart | GETEC Arena       |
| Pojemność: 19 250 | KoloniaMagdeburgHanowerMonachiumKiloniaStuttgart | KoloniaMagdeburgHanowerMonachiumKiloniaStuttgart | KoloniaMagdeburgHanowerMonachiumKiloniaStuttgart | Pojemność: 6500   |
|                   | KoloniaMagdeburgHanowerMonachiumKiloniaStuttgart | KoloniaMagdeburgHanowerMonachiumKiloniaStuttgart | KoloniaMagdeburgHanowerMonachiumKiloniaStuttgart |                   |
| Hanower           | KoloniaMagdeburgHanowerMonachiumKiloniaStuttgart | KoloniaMagdeburgHanowerMonachiumKiloniaStuttgart | KoloniaMagdeburgHanowerMonachiumKiloniaStuttgart | Monachium         |
| ZAG-Arena         | KoloniaMagdeburgHanowerMonachiumKiloniaStuttgart | KoloniaMagdeburgHanowerMonachiumKiloniaStuttgart | KoloniaMagdeburgHanowerMonachiumKiloniaStuttgart | SAP Garden        |
| Pojemność: 10 000 | KoloniaMagdeburgHanowerMonachiumKiloniaStuttgart | KoloniaMagdeburgHanowerMonachiumKiloniaStuttgart | KoloniaMagdeburgHanowerMonachiumKiloniaStuttgart | Pojemność: 11 000 |
|                   | KoloniaMagdeburgHanowerMonachiumKiloniaStuttgart | KoloniaMagdeburgHanowerMonachiumKiloniaStuttgart | KoloniaMagdeburgHanowerMonachiumKiloniaStuttgart |                   |
| Kilonia           | KoloniaMagdeburgHanowerMonachiumKiloniaStuttgart | KoloniaMagdeburgHanowerMonachiumKiloniaStuttgart | KoloniaMagdeburgHanowerMonachiumKiloniaStuttgart | Stuttgart         |
| Wunderino Arena   | KoloniaMagdeburgHanowerMonachiumKiloniaStuttgart | KoloniaMagdeburgHanowerMonachiumKiloniaStuttgart | KoloniaMagdeburgHanowerMonachiumKiloniaStuttgart | Porsche-Arena     |
| Pojemność: 10 250 | KoloniaMagdeburgHanowerMonachiumKiloniaStuttgart | KoloniaMagdeburgHanowerMonachiumKiloniaStuttgart | KoloniaMagdeburgHanowerMonachiumKiloniaStuttgart | Pojemność: 6200   |
|                   | KoloniaMagdeburgHanowerMonachiumKiloniaStuttgart | KoloniaMagdeburgHanowerMonachiumKiloniaStuttgart | KoloniaMagdeburgHanowerMonachiumKiloniaStuttgart |                   |

## Link zewnętrzny
- Strona internetowa IHF